# Slatina (gmina Čajniče)
Slatina (cyr. Слатина) – wieś w Bośni i Hercegowinie, w Republice Serbskiej, w gminie Čajniče. W 2013 roku liczyła 17 mieszkańców.